# 蔓蛇尾目
蔓蛇尾目（学名：Euryalida）为蛇尾纲的一个目。

## 下级分类
本目包括以下科：
- Asteronychidae
- 蔓蛇尾科 Euryalidae
- 筐蛇尾科 Gorgonocephalidae

科的地位未定的属：
- Aspiduriella Bolette, 1998
- Melusinaster Thuy & Stöhr, 2018